# Depot von Walsleben
Das Depot von Walsleben (auch Hortfund von Walsleben) ist ein Depotfund der frühbronzezeitlichen Aunjetitzer Kultur (2300–1550 v. Chr.) aus Walsleben, einer Ortschaft von Osterburg (Altmark) im Landkreis Stendal (Sachsen-Anhalt). Das Depot befindet sich heute im Altmärkischen Museum in Stendal. 

## Fundgeschichte
Das Depot wurde 1911 im Walsleber Ortsteil Uchtenhagen auf dem „Kosittenstück“ des Bauern Hartmann gefunden.

## Zusammensetzung
Das Depot war in einem Keramikgefäß niedergelegt worden, das nicht aufgehoben wurde und über dessen Form nichts bekannt ist. Das Gefäß war mit einem Stein abgedeckt und enthielt mindestens 13 Bronzegegenstände: vier Thüringer Ringe, ein verbogenes Bruchstück eines weiteren Thüringer Rings, ein schwerer ovaler offener Ring und ein Bruchstück eines weiteren Exemplars, ein Bruchstück eines unbestimmbaren Gegenstands, eine Armspirale aus Draht mit spitzovalem Querschnitt, ein Bruchstück einer weiteren, ein Bruchstück einer Armspirale aus Draht mit rundem Querschnitt, Bruchstücke weiterer Armspiralen unbekannter Zahl sowie ein Bruchstück einer gegossenen Manschette mit Querrippen.